# Toradora!
Toradora! (とらドラ!) est une série de light novels de Yuyuko Takemiya, illustrés par Yasu. Le premier volume est sorti le 10 mars 2006 au Japon. La série a été adaptée en manga par Zekkyō depuis 2007 puis en anime diffusé à partir du 2 octobre 2008.
Le titre Toradora est tiré des noms des deux personnages principaux : Taiga Aisaka et Ryūji Takasu. Le nom de Taiga est l'équivalent de « tiger » en anglais et donne en japonais « tora » (虎), tandis que la première partie du nom de Ryūji, « ryū » (竜) signifie « dragon », soit « doragon » (ドラゴン) en transcription japonaise du terme anglais. Le titre Toradora! est donc tout simplement la combinaison des deux termes.

## Synopsis
Ryuuji Takasu est un élève japonais qui vient de rentrer en deuxième année de l'école secondaire et qui vit seul avec sa mère. Il aimerait être un simple élève ordinaire, mais il est doté d’un défaut : ses yeux intimidants. À cause de son air patibulaire, des rumeurs stupides n’arrêtent pas de circuler sur lui, notamment le fait qu’il frapperait quiconque oserait le bousculer et qu’il serait prêt à tuer, alors que c'est un jeune homme sensible des plus recommandables.
À cause de cela, il rencontre des grandes difficultés à se faire des amis ; le plus lourd à supporter est l’absence de relation amoureuse. Par chance, il se trouve dans la même classe que son meilleur ami Yūsaku Kitamura et de son coup de cœur, la jolie Minori Kushieda. Joie de courte durée puisqu’il va littéralement tomber sur la tsundere locale, Taiga Aisaka (surnommée le tigre de poche à cause de sa petite taille et de son agressivité). Il va notamment découvrir que Taiga est amoureuse de son meilleur ami Yusaku. C’est alors le début d’une relation sulfureuse entre ces deux-là, entre cette tsundere qui profitera de lui et en fera son homme de ménage et accessoirement un punching-ball, mais qui le garde près de lui afin de se rapprocher de Kitamura, tandis que Ryuji espère faire de même avec l'énergique et non moins étrange Kushieda.

## Personnages
- Ryûji Takasu (高須 竜児, Takasu Ryūji?)

Personnage principal de l'histoire. Malgré son regard de tueur hérité de son père qui est parti avant sa naissance, il n'est pas le bourreau auquel on pourrait penser ; il aimerait tant que cessent les rumeurs à son sujet. Il est aussi présenté comme un grand maniaque du ménage.
- Taiga Aisaka (逢坂 大河, Aisaka Taiga)?)

Taiga fait aussi partie des personnages principaux, véritable tornade miniature qui ne se laisse jamais marcher sur les pieds, d'où son surnom « Tigre de poche ». Une vraie furie qui n'en reste cependant pas moins mignonne, surtout en présence de Minori. Taiga peut être appelée comme « Tsundere », mais elle n'en est pas une, c'est seulement un état d'esprit qui lui passe durant sa crise d'adolescente, on peut le constater en voyant qu'elle est sensible et que la seule chose qu'elle sait faire pour se défendre est la violence.
- Yûsaku Kitamura (北村 祐作, Kitamura Yūsaku?)

Camarade de classe et meilleur ami de Ryuji, brillant élève. C'est un peu le chouchou des filles du lycée (surtout par Kihara Maya). Taiga est amoureuse de lui, elle lui dévoile ses sentiments lors du début de l'histoire mais celui-ci refuse sa confession car il n'a plus de sentiment pour elle (il s'est passé l'inverse un an auparavant). Elle sera donc exposée à le voir tous les jours en sachant qu'il ne ressent rien pour elle. Il est le vice-président, et puis, plus tard dans l'animé, il est déclaré président du conseil des étudiants du lycée.
- Minori Kushieda (櫛枝 実乃梨, Kushieda Minori?)

Surnommée Minorin. Jeune lycéenne pleine de vie qui garde toujours le sourire et la forme. Ryûji en pince pour elle. Elle pratique le softball ainsi que certains petits jobs.
- Ami Kawashima (川嶋 亜美, Kawashima Ami?)

Jeune top modèle qui laisse sa carrière entre parenthèses pour s'intéresser à ses études. Elle est surnommée Baka-Chi ( chihuahua stupide ) par Taiga. En public, elle apparait comme une fille douce et gentille, mais en privé elle a un comportement arrogant et très grossier. Seuls Ryūji, Yūsaku et Taiga connaissent sa vraie personnalité.
- Yasuko Takasu (高須 泰子, Takasu Yasuko?)

La mère de Ryûji, qui a tendance à se laisser aller. Elle a un certain penchant pour l'alcool et travaille de nuit. Elle refuse que son fils exerce des jobs car celui-ci doit percer dans ses études.

## Anime

### Fiche technique
- Réalisation : Tatsuyuki Nagai
- Scénario : Mari Okada
- Chara-design : Masayoshi Tanaka
- Musique : Yukari Hashimoto
- Genre : comédie romantique
- Durée : 25 × 25 min
- Année de production : 2008 - 2009
- Studio : J.C.STAFF

### Liste des épisodes
| No | Titre français                         | Titre japonais             | Titre japonais                      | Date de 1re diffusion |
| No | Titre français                         | Kanji                      | Rōmaji                              | Date de 1re diffusion |
| --- | -------------------------------------- | -------------------------- | ----------------------------------- | --------------------- |
| 01 | Tigre et Dragon                        | 虎と竜                     | Tora to Ryū                         | 2 octobre 2008        |
| Takasu, un lycéen qui effraie tous les autres élèves rien qu'avec son regard rencontre Aisaka, une petite fille surnommée Tenori Tiger qui, bien qu'ayant l'apparence d'une poupée, est aussi féroce qu'un tigre. À la suite d'un quiproquo, ceux-ci découvrent qu'ils sont mutuellement amoureux de leur meilleur ami respectif : Aisaka est amoureuse de Kitamura tandis que Takasu est amoureux de Kushieda. |                                        |                            |                                     |                       |
| 02 | Ryuuji et Taiga                        | 竜児と大河                 | Ryūji to Taiga                      | 9 octobre 2008        |
| Taiga tente d'avouer ses sentiments à Kitamura. |                                        |                            |                                     |                       |
| 03 | Ta chanson                             | 君の歌                     | Kimi no Uta                         | 16 octobre 2008       |
| Ryuji va essayer d'en apprendre un peu plus sur Kushieda, et va passer du temps avec elle. Ils vont se retrouver coincés dans une cabane en bois... |                                        |                            |                                     |                       |
| 04 | L'expression de cet instant            | あのときの顔               | Ano Toki no Kao                     | 23 octobre 2008       |
| Taiga fait tout pour avoir une photo de son amoureux, mais elles sont toutes floues. Ryuji va l'aider. |                                        |                            |                                     |                       |
| 05 | Kawashima Ami                          | かわしまあみ               | Kawashima Ami                       | 30 octobre 2008       |
| Yūsaku introduit à Taiga et Ryuji son amie d'enfance et mannequin, Ami Kawashima, aux premiers abord gentille, belle et maladroite, qui s'avère n'être qu'une façade. |                                        |                            |                                     |                       |
| 06 | Vraie personnalité                     | ほんとの自分               | Honto no Jibun                      | 6 novembre 2008       |
| La raison pour laquelle Ami a une double personnalité est révélée : celle-ci est suivie par un stalker. |                                        |                            |                                     |                       |
| 07 | Ouverture de la piscine                | プールびらき               | Pūru Biraki                         | 13 novembre 2008      |
| Le cours de natation commence. Taiga a honte à cause de sa poitrine plate et Ami saute sur l'occasion. |                                        |                            |                                     |                       |
| 08 | Pour le bien de qui ?                  | だれのため                 | Dare no Tame                        | 20 novembre 2008      |
| Compétition sportive entre Ami et Taiga. Si Taiga gagne, elle montrera à tout le monde la vidéo où Ami imite des célébrités. Si Ami gagne, elle partira en vacances avec Ryuji... |                                        |                            |                                     |                       |
| 09 | Tu dois aller à la mer                 | 海にいこうと君は           | Umi ni Ikō to Kimi wa               | 27 novembre 2008      |
| Tous en vacances dans la maison de vacances d'Ami. Cette fois-ci, c'est au tour de Taiga d'aider Ryuji à conquérir le cœur de Minori. |                                        |                            |                                     |                       |
| 10 | Feu d'artifice                         | 花火                       | Hanabi                              | 4 décembre 2008       |
| Dans cet épisode Ryūji et Taiga, aidés de Yūsaku et Ami, vont essayer d'effrayer Minori. |                                        |                            |                                     |                       |
| 11 | Festival culturel du lycée Oohashi (1) | 大橋高校文化祭・前編       | Ōhashi Kōkō Bunkasai - Zenpen       | 11 décembre 2008      |
| La classe 2-C doit savoir quoi organiser pour le festival culturel. Le père de Taiga refait irruption dans la vie de Taiga. |                                        |                            |                                     |                       |
| 12 | Festival culturel du lycée Oohashi (2) | 大橋高校文化祭・中編       | Ōhashi Kōkō Bunkasai - Chūhen       | 17 décembre 2008      |
| La classe 2-C organise leur spectacle de catch. Minori et Ryūji se disputent lorsqu'elle apprend que le père de Taiga est revenu. La présence de ce dernier au spectacle est espéré par Taiga. |                                        |                            |                                     |                       |
| 13 | Festival culturel du lycée Oohashi (3) | 大橋高校文化祭・後篇       | Ōhashi Kōkō Bunkasai - Kōhen        | 24 décembre 2008      |
| Un concours de beauté, que Taiga gagne malgré l'absence de son père, est organisé. S'ensuit une course dont la récompense principale est une danse avec la gagnante du concours de beauté, remportée par Ryūji et Minori, qui finissent par se réconcilier. |                                        |                            |                                     |                       |
| 14 | Taiga, le Tigre de poche du Bonheur    | しあわせの手乗りタイガー   | Shiawase no Tenori Tiger            | 7 janvier 2009        |
| Une rumeur selon laquelle quiconque touche Taiga se verra accorder un vœu se répand. |                                        |                            |                                     |                       |
| 15 | Les Etoiles Lointaines                 | 星は、遠く                 | Hoshi wa Tōku                       | 14 janvier 2009       |
| Les élections pour élire le prochain président du conseil des étudiants est annoncé. À l'étonnement général, Yūsaku refuse d'être candidat, se teint les cheveux en blond et fugue de chez lui en allant chez Ryūji. |                                        |                            |                                     |                       |
| 16 | Un pas en Avant                        | 踏み出す一歩               | Fumidasu Ippo                       | 21 janvier 2009       |
| Taiga se présente aux élections dans l'espoir de pousser Yūsaku à se présenter. Ryūji apprend que Yūsaku est amoureux de l'actuelle présidente du conseil, Sumire. |                                        |                            |                                     |                       |
| 17 | Mercure rétrograde à Noël              | クリスマスに水星は逆行する | Christmas ni Suisei wa Gyakkou suru | 28 janvier 2009       |
| Le comportement de Taiga s'adoucit à l'approche de Noël. Minori se comporte étrangement. |                                        |                            |                                     |                       |
| 18 | Sous le Sapin                          | もみの木の下で             | Mominoki no Shitade                 | 4 février 2009        |
| Taiga explique à Ryūji pourquoi elle aime tant Noël. La classe 2-C prépare la fête de Noël et assemble un sapin, jusqu'à que Minori envoie accidentellement une balle sur celui-ci. |                                        |                            |                                     |                       |
| 19 | Fête de Noël                           | 聖夜祭                     | Seiyasai                            | 11 février 2009       |
| La fête de Noël a finalement lieu. Ryūji tente de faire venir Minori à la soirée. Durant celle-ci, Ami et Taiga interprète une chanson. La soirée se termine par Ryūji qui rend successivement visite à Taiga, déguisé et dans le but de lui remonter le moral, puis à Minori afin de déclarer ses sentiments.                                                                                                  |                                        |                            |                                     |                       |
| 20 | Comme ça pour toujours                 | ずっと、このまま           | Zutto, Konomama                     | 18 février 2009       |
| La classe 2-C apprend que leur sortie scolaire à Okinawa est annulé et sera remplacé par une sortie ski. |                                        |                            |                                     |                       |
| 21 | Quoi qu'il arrive                      | どうしたって               | Doushitatte                         | 25 février 2009       |
| La sortie ski devient le théâtre de disputes sentimentales. Au cours d'une d'entre elles impliquant Ami et Minori, Taiga disparaît subitement. |                                        |                            |                                     |                       |
| 22 | La Scène avec toi                      | 君のいる景色               | Kimi no iru keshiki                 | 4 mars 2009           |
| Taiga utilise sa chute comme prétexte pour passer du temps avec sa mère. Ryūji fait croire à Taiga que Yūsaku est celui qui l'a retrouvé et qu'elle ne s'est jamais confessée, demandant à Yūsaku de confirmer cette version. |                                        |                            |                                     |                       |
| 23 | Le Chemin que nous devons emprunter    | 進むべき道                 | Susumubeki Michi                    | 11 mars 2009          |
| Ryūji doit se décider quant à son avenir. Yasuko s'effondre de fatigue après avoir pris un deuxième travail dans une boulangerie. Taiga et Ryūji la remplace. |                                        |                            |                                     |                       |
| 24 | Confession                             | 告白                       | Kokuhaku                            | 18 mars 2009          |
| Après que les sentiments de Taiga et Ryūji ont été révélés grâce à l'intervention de leurs trois amis, ceux-ci planifient leur fuite. |                                        |                            |                                     |                       |
| 25 | Toradora!                              | とらドラ！                 | Toradora!                           | 25 mars 2009          |
| Yasuko retrouve Taiga et Ryūji chez ses parents, avec qui elle se réconcilie. Taiga décide de partir remettre de l'ordre dans sa vie. |                                        |                            |                                     |                       |
| OAV | Le secret du bento                     | 弁当の極意                 | Bentō no Gokui                      |                       |

### Musiques

#### Générique de début
- Pre-Parade (épisodes 1 à 16) chanté par Taiga Aisaka (Rie Kugimiya), Minori Kushieda (Yui Horie) et Ami Kawashima (Eri Kitamura)
- silky heart (épisodes 17 à 25) chanté par Yui Horie

#### Générique de fin
- Vanilla Salt (épisodes 1 à 16) chanté par Yui Horie
- Orange (épisodes 17, 18, et 20 à 25) chanté par Taiga Aisaka (Rie Kugimiya), Minori Kushieda (Yui Horie) et Ami Kawashima (Eri Kitamura)
- Holy Night (épisode 19) chanté par Taiga Aisaka (Rie Kugimiya) et Ami Kawashima (Eri Kitamura)

### Doublage
- Ryūji Takasu : Junji Majima
- Taiga Aisaka : Rie Kugimiya
- Yūsaku Kitamura : Hirofumi Nojima
- Minori Kushieda : Yui Horie
- Ami Kawashima : Eri Kitamura
- Kouji Haruta : Hiroyuki Yoshino
- Nanako Kashii : Momoko Ishikawa
- Maya Kihara : Ai Nonaka
- Hisamitsu Noto : Kazuyuki Okitsu
- Kōta Tomiie : Nobuhiko Okamoto
- Sumire Kanō : Yūko Kaida
- Yuri Koigakubo : Rie Tanaka
- Inko-chan : Saori Gotō
- Yasuko Takasu : Sayaka Ōhara